# Тамаш Падзява
Тамаш Падзява (6 лютого 1906, ст. Пярхулева, Дисенщина — 2 жовтня 1975, Лондон) — білоруський католицький священник, доктор філософії та ліценціат богослов'я.

## Біографія
У 1930–1931 роках навчався в Римі, в 1932 році у Друйскому монастирі.
У 1932 році Андрій Цікота просив генерала Маріана Франциска Бучиса, щоб один з цих кліриків, Тамаш Падзява, міг залишитися в Білорусі. Відповідь Бучиса була швидкою і гострою: «Тамаш Падзява завдяки твоїм намаганням був прийнятий в колегії Русікум під умовою, що після закінчення науки буде працювати для навяртання росіян. Заради цієї мети витратили чималі суми для утворення цього юнака… твоє бажання суперечить тієї мети, яку призначив Найсвященіший Батько Друйского монастиря».
З 1935 року в місії в Харбіні (Маньчжурію), у 1948 році заарештований китайською владою і переданий органам радянської безпеки. До 1955 року в таборі в Тайшеце. Там, щоб підтримати віру до Бога серед ув'язнених, у перервах між роботою, на клаптиках паперу, написав антіатеістичний твір, який пізніше по пам'яті переписав у зошит (після смерті цей твір «Дем'ян, або Чому люди стали вірити в Бога» підготував до друку його учень (Роман Пентка).
Потім переїхав до Польщі, працював в семінарії. У 1969 році поїхав у Рим, потім у Лондон.
Друкувався на сторінках журналів «Божим шляхом», «Зьніч». Співпрацював з білоруською редакцією Радіо Ватикан.
Похований на ленданскому кладовищі Діви Марії.